# 沙圪塔镇
沙圪塔镇，是中华人民共和国河北省邯郸市大名县下辖的一个乡镇级行政单位。
2013年，河北省民政厅批复同意撤销沙圪塔乡，设立沙圪塔镇，镇人民政府驻沙圪塔村肥管路9号。

## 行政区划
沙圪塔镇下辖以下地区：
南沙村、东沙村、后沙村、西司庄村、屯头村、西屯村、东屯村、老陶营村、前于庄村、后于庄村、漳尔庄村、郭鸭窝村、赵鸭窝村、和寨村、北沙村、元寨村、谢寨村、东街村、西街村、南街村、北贾庄村、南贾庄村、东庄村、西庄村、辛寨村、马寨村和程庄村。